# Issama Mpeko
Issama Mpeko (Mbandaka, Zaire; 30 de abril de 1989) es un futbolista de República Democrática del Congo que juega en la posición de defensa y que actualmente milita en el TP Mazembe de la Linafoot.

## Carrera

### Club
| Periodo   | Club            |
| --------- | --------------- |
| 2006–2009 | FC Lumière      |
| 2009–2011 | DC Motema Pembe |
| 2011–2014 | AS Vita Club    |
| 2014–2015 | Kabuscorp SCP   |
| 2015–     | TP Mazembe      |

### Selección nacional
Debutó con República Democrática del Congo en 2011. Actualmente es el jugador con más participaciones con la selección nacional y ha participado en cuatro ocasiones en la Copa Africana de Naciones, incluyendo la selección que ocupó el tercer lugar en la edición de 2015.
Ha anotado un gol con la selección nacional, el cual fue en la victoria por 4-0 ante Seychelles en la Clasificación para la Copa Africana de Naciones de 2013 jugado en Victoria, Seychelles.

## Logros
- Liga de Campeones de la CAF: 1

2015
- Copa Confederación de la CAF: 2

2016, 2017
- Supercopa de la CAF: 1

2016
- Linafoot: 5

2015–16, 2016–17, 2018–19, 2019–20, 2021–2022
- Copa de la República Democrática del Congo: 2

2009, 2010
- Supercopa de Angola: 1

2014